# يوأنس الرابع عشر (بابا الإسكندرية)
 يوأنس الرابع عشر، بابا الإسكندرية وبطريرك الكرازة المرقسية للأقباط الأرثوذكس رقم 96، أصله من منفلوط. وأقام بطريركاً لمدة 15 سنة و4 أشهر و19 يوماً، في الفترة من 17 أبريل 1571 م حتى 6 سبتمبر 1586 م، وتوفي. وخلا الكرسي بعده 9 أشهر و14 يوماً.